# Hoegaarden

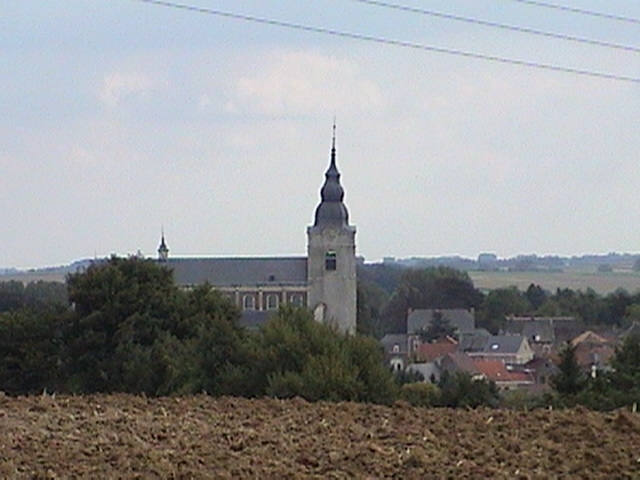
Kyrktornet i Hoegaarden.

Hoegaarden är en by och kommun i den belgiska provinsen Flamländska Brabant, ungefär 3 mil öster om Bryssel. Hoegaarden hade 6 891 invånare (2016). I kommunen ingår byn Hoegaarden, Meltdert och Outgaarden. Den totala kommunytan är sammanlagt 33,93 kvadratkilometer.
Staden grundades 981.

## Vänorter
- Altmünster, Österrike